# Portal de Ca l'Esqueu
El Portal de Ca l'Esqueu és una obra de Maçanet de la Selva (Selva) inclosa a l'Inventari del Patrimoni Arquitectònic de Catalunya.

## Descripció
Es tracta d'un portal amb els muntants i la llinda horitzontal de pedra. Els blocs de les impostes retallen els angles del portal i permeten una més àmplia base per la llinda monolítica, que està dotat d'una decoració en relleu en forma de corona de perfil o de quatre gallons. Tot sembla indicar que és un element aprofitat d'estadis anteriors de l'evolució històrica de l'habitatge.
A la casa del costat, al número 34, existeix un portal similar, encara que sense decoració a la llinda.